# Albulichthys albuloides
Albulichthys albuloides е вид лъчеперка от семейство Шаранови (Cyprinidae). Видът е незастрашен от изчезване.

## Разпространение
Разпространен е във Виетнам, Индонезия (Калимантан и Суматра), Камбоджа, Лаос, Малайзия (Саравак) и Тайланд.

## Описание
На дължина достигат до 30 cm.